# Risnjak
Risnjak je planina i nacionalni park u Gorskom kotaru.
Planinski masiv Risnjak sastoji se od više planinskih vrhova i spada u najljepše hrvatske planine. Bogatstvo biljnog i životinjskog svijeta vidljivo je na svakom koraku. Planina je dobila ime po risu, koji obitava u njezinim šumama. Pod Risnjakom izvire rijeka Kupa, jedna od najčišćih rijeka u Republici Hrvatskoj.
Naznačajniji vrhovi Risnjaka su: Veliki Risnjak, visine 1528 m, Snježnik, visine 1506 m, Sjeverni Mali Risnjak od 1434 m i Južni Mali Risnjak, visok 1448 m.
Risnjak spada u planine Dinarskog gorja. Ima planinsku klimu s puno padalina i najuži je planinski prag između Panonije i Mediterana, širine tridesetak kilometara.

## Vanjske poveznice
|  | Zajednički poslužitelj ima još gradiva o temi Risnjak |

- Risnjak na stranici Hrvatskog planinarskog saveza